# Silverton (Washington)
Silverton az Amerikai Egyesült Államok északnyugati részén, Washington állam Snohomish megyéjében elhelyezkedő önkormányzat nélküli település; elnevezése helyi bányászoktól ered.
Silverton postahivatala 1892 és 1945 között működött. A térség erdészete 1908 és 1936 között állt fenn; az őrházban 1997-ig oktatási intézmény működött. Az épületet 2019-ben lebontották.

## Fordítás
- Ez a szócikk részben vagy egészben  a   Silverton, Washington című angol Wikipédia-szócikk ezen változatának fordításán alapul.  Az eredeti cikk szerkesztőit annak laptörténete sorolja fel. Ez a jelzés csupán a megfogalmazás eredetét és a szerzői jogokat jelzi, nem szolgál a cikkben szereplő információk forrásmegjelöléseként.